# Cucullanus bonaerensis
Cucullanus bonaerensis is een rondwormensoort uit de familie van de Cucullanidae. De wetenschappelijke naam van de soort is voor het eerst geldig gepubliceerd in 2004 door Lanfranchi, Timi & Sardella.